# مسجد امام حسین (قاهره)

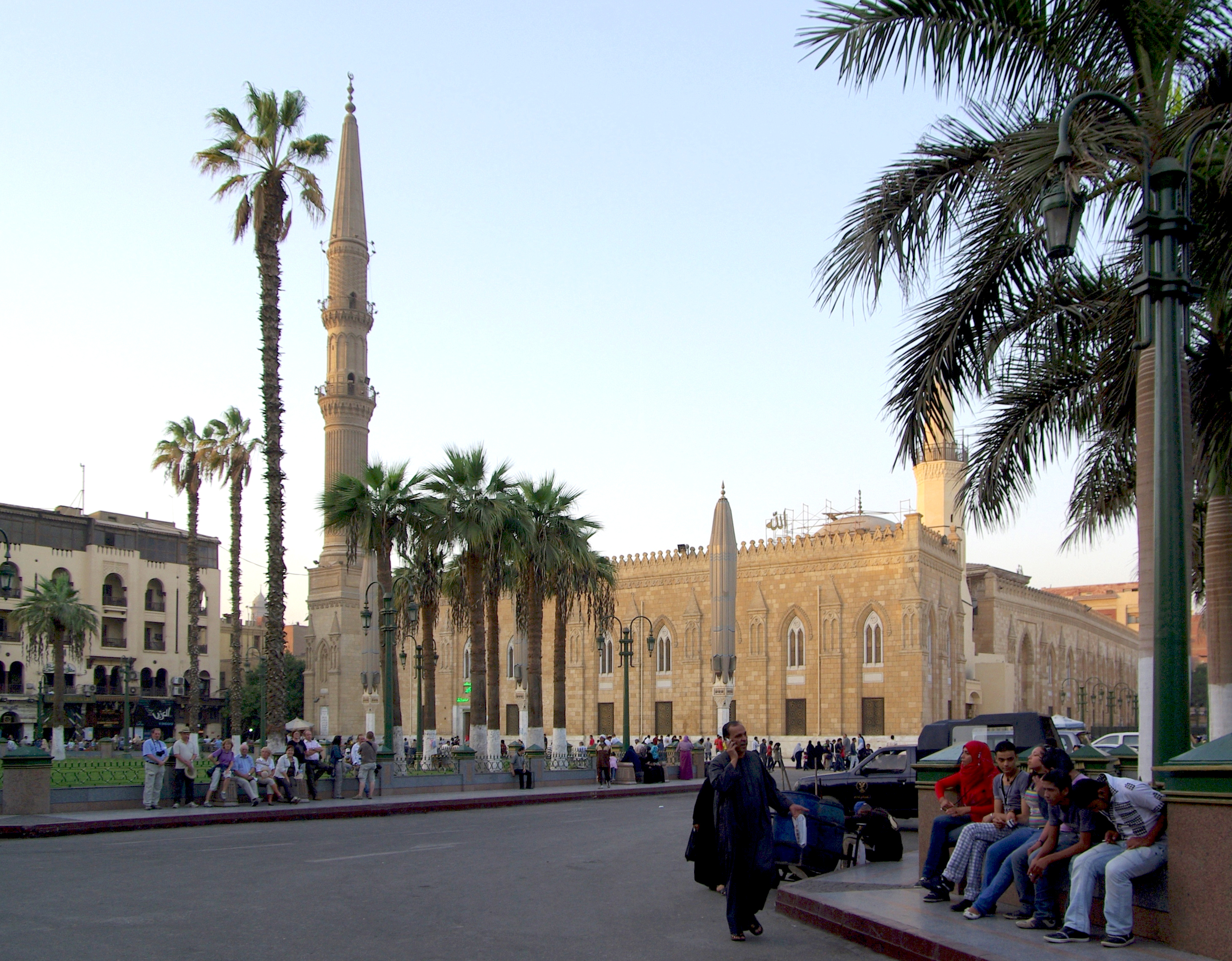
مسجد امام حسین

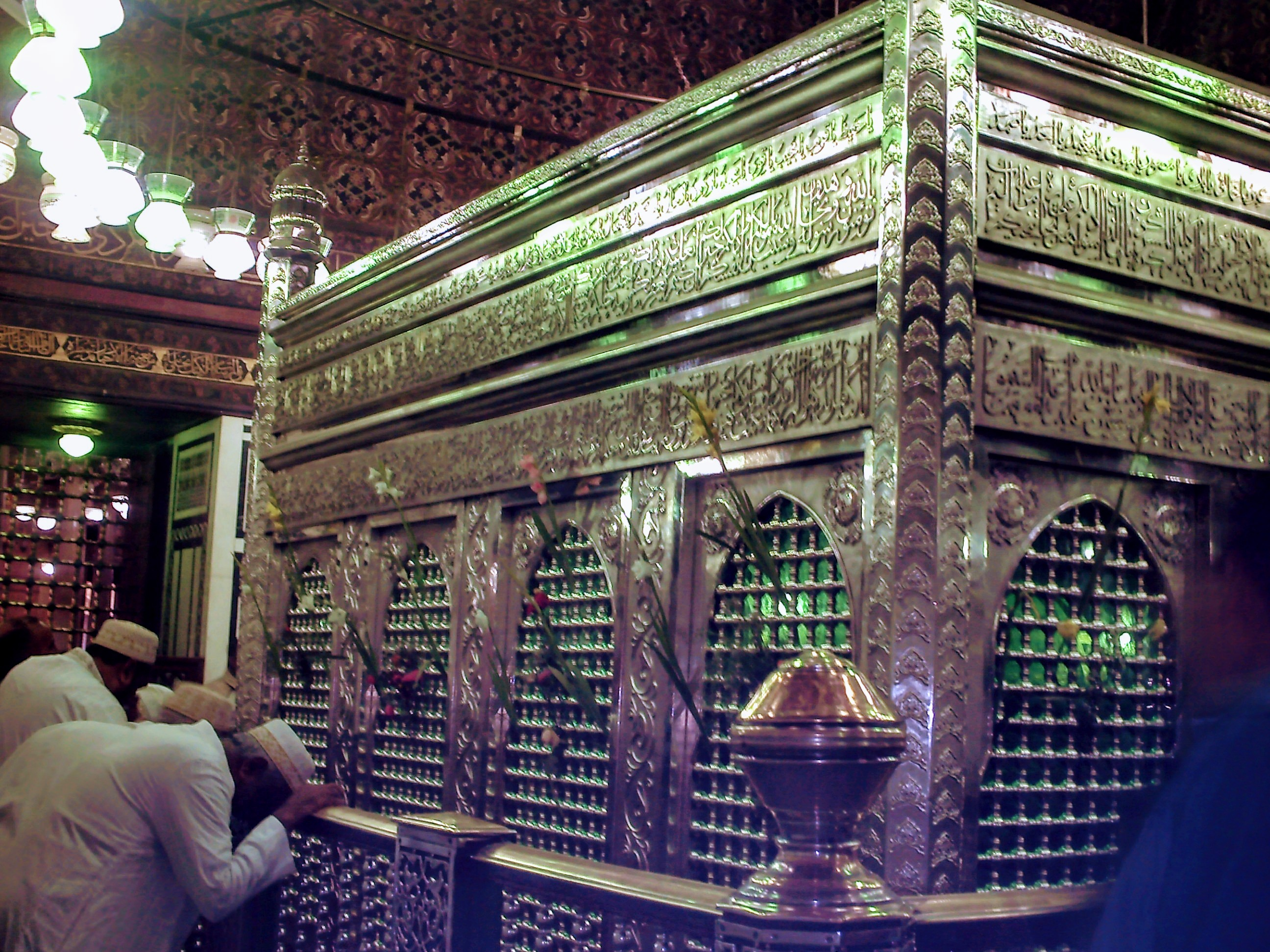
ضریح راس‌الحسین در مسجد

مسجد امام حسین که در سال ۵۵۳ هجری شمسی در دوران خلافت فاطمیان بنا شده‌است.
در درون این مسجد ضریحی قرار دارد که منتسب به محل دفن سر حسین بن علی است. سر حسین بن علی پس از کشته‌شدن از بدن جدا و به شام منتقل شد اما در این مورد که پس از آن بر آنچه آمد اختلاف نظر وجود دارد و مکان‌های گوناگونی در این مورد نام برده شده‌اند.
مطابق یکی از روایت‌ها خلفای فاطمی که پیرو مذهب شیعی اسماعیلی بودند پس از سال ۵۰۰ از شهادت وی، سر حسین بن علی را از دروازه فرادیس شام، به عسقلان و سپس به قاهره منتقل و بر آن مقبره‌ای بنا کردند.
مسجد امام حسین ع قاهره از مهم‌ترین و بزرگترین مساجد جهان اسلام و مصر بوده که کرسی تلاوت قاریان بزرگ و صاحب سبک است.